# Тупамяки, Юсси
Юсси Тупамяки (фин. Jussi Tupamäki; род. 30 ноября 1977, Пори, Финляндия) — финский хоккейный тренер.

## Биография
В качестве хоккеиста выступал в низших финских лигах. Уже в раннем возрасте Тупамяки занялся тренерской деятельностью. Пройдя через юношеский и молодежный хоккей, молодой специалист получил возможность поработать с коллективом второй финской лиги «КеуПа». Вскоре тренер возглавил сборную Эстонии по хоккею. Впервые за долгие годы Тупамяки удалось закрепиться с «балтийцами» в Первом дивизионе Чемпионата мира. В сезоне 2017/18 наставник возглавлял австрийский «Брегенцвальд» и занял с ним 10-е место в регулярном чемпионате. С командой он не попал в плей-офф, отстав от зоны выхода во второй этап первенства всего на 3 очка. На время работы с клубом Тупамяки покидал сборную Эстонию, однако в апреле 2018 года за две недели до старта Чемпионата мира в Первом дивизионе в Литве он вернулся на должность, в последний момент заменив канадского тренера греческого происхождения Спироса Анастасидиса. Возвращение получилось удачным и эстонцы завоевали бронзу, причем до последнего тура они претендовали на выход в группу «А» Первого дивизиона.
В мае 2019 года Тупамяки вновь вернулся в Австрию, приняв клуб местной хоккейной лиги «Дорнбирн». Однако финн выразил желание продолжить работать и с Эстонией.